# Sobekhotep I.
Sehembre Hutavi Sobekhotep ali Sobekhotep I., v večini virov Amenemhet Sobekhotep, v starejših virih Sobekhotep II., je bil faraon Trinajste egipčanske dinastije, ki je vladala v drugem vmesnem obdobju Egipta. Vladal je najmanj tri leta okoli 1800 pr. n. št. Njegov kronološki položaj je precej sporen, ker se kot Sobekhotep I. šteje za prvega vladarja Trinajste dinastije, kot Sobekhotep II. pa za dvajsetega vladarja te dinastije. Trenutno prevladuje mnenje, da je bil ustanovitelj dinastije. Leta 2013 so v Abidosu odkrili domnevno njegovo grobnico, vendar domneva še ni dokončno potrjena.

## Dokazi
Sehemre Hutavi Sobekhotep je dobro dokazan v primarnih virih. Prvič je omenjen na Kahunskem papirusu IV, ki je zdaj v Petriejevem muzeju egipčanske arheologije v Londonu (UC32166). Papirus je popis gospodinjstva svečenika-lektorja v prvem letu faraonovega vladanja. Na papirusu je omenjeno tudi rojstvo sina svečenika-lektorja v 40. letu vladanja faraona, ki bi lahko bil samo Amenemhet III. Zapis potrjuje domnevo, da je Sobekhotep I. vladal kmalu za Amenemhetom III.
Razen tega zapisa je znanih tudi več arhitekturnih elementov s Sobekhotepovim titularijem: fragment Hebsedove kapele iz Medamuda,  tri preklade vrat iz Deir el-Baharija in Medamuda, arhitrav iz Luksorja in podboj iz Mehanmuda, ki je zdaj v Louvreu. Iz Semne in Kumne v Nubiji so trije zapisi o vodostaju Nila, ki jih pripisujejo  Sobekhotepu I. Najkasnejši je iz četrtega leta njegovega vladanja, kar pomeni, da je vladal najmanj tri cela leta. Med manjše artefakte, ki omenjajo Sobekhotepa, spadajo valjast pečatnik iz Gebeleina, rezilo tesle, kipec iz Kerme in koralde iz fajanse, ki so zdaj v Petriejevem muzeju (UC 13202).

### Domnevna grobnica
Med izkopavanji v Abidosu leta 2013, ki jih je vodil Josef W. Wegner z Univerze Pensilvanija, so odkrili grobnico faraona z imenom Sobekhotep. V več poročilih po letu 2014 naj bi to bil Sobekhotep I. Kasnejše raziskave so pokazale, da je grobnica verjetno pripadala Sobekhotepu IV.

## Kronološki položaj
Egiptologi niso povsem soglasni o položaju Sobekhotepa I. znotraj Trinajste dinastije. Prestolno ime  Sehembre Hutavire je na Torinskem seznamu kraljev ime 19. vladarja Trinajste dinastije. Zapisi o vodostajih Nila z njegovo podobo na papirusu, odkritem v El-Lahunu, kažejo, da so morda iz zgodnje Trinajste dinastije. Na obeh dokumentih so omenjeni samo vladarji iz pozne Dvanajste in zgodnje Trinajste dinastije.
Na Torinskem seznamu kraljev je Hutavire omenjen samo kot prvi faraon iz Trinajste dinastije. Egiptolog Kim Ryholt domneva, da je pisar zamenjal ime Sehemre Hutavi s Hutavire, kot se je imenoval faraon Vegaf.  Prepoznavanje Sehemre Hutavija na drugih napisih je težavno, ker so se tako imenovali najmanj trije faraoni: Sehemre Hutavi Sobekhotep, Sehemre Hutavi Pantjeni in Sehemre Hutavi Habau.
Iz imena Amenemhet Sobekhotep so egiptologi sklepali, da je bil sin Amenemheta IV., predzadnjega faraona Dvanajste dinastije. Njegovo ime se namreč lahko bere tudi "Amenemhetov sin Sobekhotep". Sobekhotep bi zato lahko bil brat Sehemkare Sonbefa, drugega vladarja Trinajste dinastije. Drugi egiptologi ime Amenemhet Sobekhotep berejo kot dvojno ime. Dvojna imena so bila v Dvanajsti in Trinajsti dinastiji kar pogosta.